# Miss Universe 1982
Der Wettbewerb um die Miss Universe von 1982 war die 31. Miss Universe und fand am 26. Juli 1982 in Lima in Peru statt. Bei dem Wettbewerb mit 77 Teilnehmerinnen wurde die Siegerin Karen Dianne Baldwin aus Kanada von Irene Saez aus Venezuela gekrönt. Dies war das erste Mal, dass Kanada den Wettbewerb gewinnen konnte.
| Land                  | Schreibweise bei Pageantopolis | Schreibweise in der Heimatsprache | Teilnahme an weiteren Wettbewerben |
| --------------------- | ------------------------------ | --------------------------------- | ---------------------------------- |
| Platzierungen         |                                |                                   |                                    |
| 1. Kanada             | Karen Dianne Baldwin           | Karen Baldwin                     |                                    |
| 2. Guam               | Patty Chong Kerkos             | Patty Chong Kerkos                |                                    |
| 3. Italien            | Cinzia Fiordeponti             | Cinzia Fiordeponti                |                                    |
| 4. Griechenland       | Tina Roussou                   | Tina Roussou                      |                                    |
| 5. Vereinigte Staaten | Terri Lea Britt                | Terri Utley                       |                                    |
| Top 12                |                                |                                   |                                    |
| England               | Della Dolan                    | Della Dolan                       |                                    |
| Finnland              | Sari Aspholm                   | Sari Aspholm                      |                                    |
| BR Deutschland        | Kerstin Natalie Paeserack      | Kerstin Paeserack                 |                                    |
| Peru                  | Francesca Zaza                 | Francesca Zaza                    |                                    |
| Südafrika             | Odette Scrooby                 | Odette Scrooby                    |                                    |
| Uruguay               | Silvia Vila                    | Silvia Vila                       |                                    |

## Auszeichnungen
| Besondere Auszeichnungen | Gewinner                       |
| ------------------------ | ------------------------------ |
| Miss Amity               | Cayman Islands – Maureen Lewis |
| Miss Photogenic          | Bahamas – Ava Marilyn Burke    |
| Bestes Nationales Kostüm | Peru – María Francesca Zaza    |
| Miss Press               | Guam – Patty Chong Kerkos      |

## Jury
- Carole Bouquet
- David Merrick
- Cicely Tyson
- Mario Vargas
- Beulah Quo
- Ron Duguay
- Franco Nero
- David Copperfield
- Peter Marshall
- Dong Kingman
- Erich von Furstenberg
- Gladys Zender – Miss Universe 1957

## Teilnehmerinnen
- Amerikanische Jungferninseln – Ingeborg Hendricks
- Argentinien – María Alejandra Basile
- Aruba – Noriza Antonio Helder
- Australien – Lou Ann Ronchi
- Bahamas – Ava Marilyn Burke
- Belgien – Marie-Pierre Lemaitre
- Belize – Sharon Kay Auxilliou
- Bermuda – Heather Ross
- BR Deutschland – Kerstin Natalie Paeserack
- Bolivien – Sandra Villaroel
- Brasilien – Celice Pinto Márques da Silva
- Britische Jungferninseln – Luce Dahlia Hodge
- Cayman Islands – Maureen Theresa Lewis
- Chile – Jenny Purto Arab
- Costa Rica – Liliana Corella Espinoza
- Curaçao – Minerva Ranila Heiroms
- Dänemark – Tina Maria Nielsen
- Dominikanische Republik – Soraya Morey
- Ecuador – Jacqueline Burgos
- El Salvador – Jeanette Marroquín
- England – Della Frances Dolan
- Finnland – Sari Kaarina Aspholm
- Frankreich – Martine Philipps
- Griechenland – Tina Roussou
- Guadeloupe – Lydia Galin
- Guam – Patty Chong Kerkos
- Guatemala – Edith Whitbeck
- Honduras – Eva Lissethe Barahona
- Hongkong – Angie Leung
- Island – Gudrun Moller
- Indien – Pamela Chaudry Singh
- Indonesien – Sri Yulyanti
- Irland – Geraldine Mary McGrory
- Israel – Deborah Naomi Hess
- Italien – Cinzia Fiordeponti
- Japan – Eri Okuwaki
- Kanada – Karen Baldwin
- Kolumbien – Nadya Santacruz
- Malaysia – Siti Rohani Wahid
- Malta – Rita Falzon
- Martinique – Corine Soler
- Mexiko – María del Carmen López
- Namibia – Deseree Anita Kotze
- Neukaledonien – Lenka Topalovitch
- Neuseeland – Sandra Helen Dexter
- Niederlande – Brigitte Diereckx
- Nördliche Marianen – Sheryl Sonoda Sizemore
- Norwegen – Janett Krefting
- Österreich – Elisabeth Kawan
- Panama – Isora de Lourdes López
- Papua-Neuguinea – Moi Eli
- Paraguay – Maris Villalba
- Peru – María Francesca Zaza Reinoso
- Philippinen – Maria Isabel Lopez
- Portugal – Ana Maria Valdiz
- Puerto Rico – Lourdes Milagros Mantero Hormazábal
- Réunion – Marie Micheline Ginon
- Schottland – Georgina Kearney
- Singapur – Judicia Nonis
- Südafrika – Odette Octavia Scrooby
- Südkorea – Sun-hee Park
- Spanien – Cristina Pérez Cottrell
- Sri Lanka – Ann Monica Tradigo
- Sint Maarten – Liana Elviara Brown
- Suriname – Vanessa de Vries
- Schweden – Anna Kari Maria Bergström
- Schweiz – Jeannette Linkenheill
- Thailand – Nipaporn Tarapanich
- Transkei – Noxolisi Mji
- Trinidad und Tobago – Suzanne Traboulay
- Türkei – Canan Kakmaci
- Turks- und Caicosinseln – Jacqueline Astwood
- Uruguay – Silvia Beatriz Vila Abavián
- Vereinigte Staaten – Terri Utley
- Venezuela – Ana Teresa Oropeza
- Wales – Michelle Donelly
- Westsamoa – Ivy Evelyn Warner